# 괴물들이 사는 나라
괴물들이 사는 나라(영어: Where the Wild Things Are)는 모리스 센댁의 그림책이다. 1963년 출판되었고, 전 세계적으로 약 2000만부 팔렸다. 1974년 단편 애니메이션화되었고, 1980년에는 오페라화되었다. 2009년에는 영화화되었다.